# Wladimir Wladimirowitsch Grigorjew
Wladimir Wladimirowitsch Grigorjew (russisch Владимир Владимирович Григорьев; * 1. Juli 1978) ist ein russischer Biathlet.
Grigorjew gab seinen internationalen Einstand bei den Juniorenweltmeisterschaften in Forni Avoltri. Hier wurde er 1997 Vierter im Sprint und gewann Bronze mit der Staffel. Ein Jahr später wurde er in Jericho nochmals Sprintsiebter. 2003 startete er erstmals im Europacup. In Ridnaun wurde er Sechster im Sprint. Bis 2005 startete er ausschließlich im Europacup und konnte 2004 in Obertilliach je ein Einzel- und ein Sprintrennen gewinnen. In Antholz startete er erstmals im Biathlon-Weltcup und wurde in einem Einzel 69. Im folgenden Rennen gewann Grigorjew als Sprint-17. erstmals Punkte und erreichte seine bislang beste Platzierung. Bei acht Rennen kam er dreimal in die Punkteränge und wurde 64. in der Weltcup-Gesamtwertung.

## Bilanz im Weltcup
Die Tabelle zeigt alle Platzierungen (je nach Austragungsjahr einschließlich Olympische Spiele und Weltmeisterschaften).
- 1.–3. Platz: Anzahl der Podiumsplatzierungen
- Top 10: Anzahl der Platzierungen unter den ersten zehn (einschließlich Podium)
- Punkteränge: Anzahl der Platzierungen innerhalb der Punkteränge (einschließlich Podium und Top 10)
- Starts: Anzahl gelaufener Rennen in der jeweiligen Disziplin

| Platzierung                      | Einzel | Sprint | Verfolgung | Massenstart | Staffel | Gesamt |
| -------------------------------- | ------ | ------ | ---------- | ----------- | ------- | ------ |
| 1. Platz                         |        |        |            |             |         |        |
| 2. Platz                         |        |        |            |             |         |        |
| 3. Platz                         |        |        |            |             |         |        |
| Top 10                           |        |        |            |             |         |        |
| Punkteränge                      |        | 2      | 1          |             |         | 3      |
| Starts                           | 2      | 4      | 2          |             |         | 8      |
| Stand: nach der Saison 2011/2012 |        |        |            |             |         |        |